# Vanessa Voigt
Vanessa Voigt (Esmalcalda, 7 de octubre de 1997) es una deportista alemana que compite en biatlón.
Participó en los Juegos Olímpicos de Pekín 2022, obteniendo una medalla de bronce en la prueba de relevo. Ganó dos medallas en el Campeonato Mundial de Biatlón, en los años 2023 y 2024, y una medalla de plata en el Campeonato Europeo de Biatlón de 2021.

## Palmarés internacional
| Juegos Olímpicos   | Juegos Olímpicos             | Juegos Olímpicos  | Juegos Olímpicos |
| Año                | Lugar                        | Medalla           | Prueba           |
| ------------------ | ---------------------------- | ----------------- | ---------------- |
| 2022               | Pekín (China)                | Medalla de bronce | Relevo           |
| Campeonato Mundial |                              |                   |                  |
| Año                | Lugar                        | Medalla           | Prueba           |
| 2023               | Oberhof (Alemania)           | Medalla de plata  | Relevo           |
| 2024               | Nové Město (República Checa) | Medalla de bronce | Relevo           |
| Campeonato Europeo |                              |                   |                  |
| Año                | Lugar                        | Medalla           | Prueba           |
| 2021               | Duszniki-Zdrój (Polonia)     | Medalla de plata  | Relevo mixto     |